# Leon Rooke
Leon Rooke (ur. 11 września 1934 w Roanoke Rapids w Karolinie Północnej) – kanadyjski pisarz.
W latach 1955–1958 i 1961–1962 studiował na University of North Carolina at Chapel Hill, studia przerwała mu służba wojskowa w piechocie US Army odbywana na Alasce 1958–1960. Od 1969 wykładał pisarstwo na University of Victoria, a także na innych kanadyjskich uczelniach. Pisał głównie opowiadania, a także słuchowiska radiowe i sztuki. Opublikował m.in. tomy opowiadań A Bolt of White Cloth (1984), Sing Me No Love Songs I'll Say You No Prayers: Selected Stories (1984), How I Saved the Province (1989) i Muffins (1995). W 1981 otrzymał nagrodę literacką Canada-Australia Literary Prize. Jego twórczość charakteryzuje eksperymentalne traktowanie konwencji literackich.